# UFC 308
UFC 308: Topuria vs. Holloway fue un evento de artes marciales mixtas producido por Ultimate Fighting Championship llevado a cabo el 26 de octubre de 2024, en las instalaciones de Etihad Arena, en Abu Dabi, Emiratos Árabes Unidos.

## Antecedentes
El evento marcará la vigésima visita de la promoción a Abu Dabi y la primera desde UFC on ABC: Sandhagen vs. Nurmagomedov en agosto de 2024.
Una pelea por el Campeonato Mundial de Peso Pluma de UFC entre el actual campeón Ilia Topuria y el ex-campeón (además de Campeón BMF) Max Holloway está programado para encabezar el evento.
Una pelea de peso mediano entre el ex-Campeón Mundial de Peso Mediano de UFC Robert Whittaker y Khamzat Chimaev está programada para llevarse a cabo en el evento. El par estaba programado como evento principal en UFC on ABC 6 en junio, pero Chimaev se retiró de la pelea por una enfermedad.
Una revancha de peso pesado entre el ex-Campeón Mundial de Peso Pesado de Bellator Alexander Volkov y el ex-Campeón Interino de Peso Pesado de UFC Cyril Gane está programada para llevarse a cabo en el evento. El par encabezó previamente UFC Fight Night 190 en junio de 2021, donde Gane ganó por decisión unánime.

## Resultados
1. ↑  Por el Campeonato Mundial de Peso Pluma de UFC.

## Bonificaciones
Los siguientes peleadores recibieron bonos de $50.000.
- Pelea de la Noche: Mateusz Rębecki vs. Myktybek Orolbai
- Actuación de la Noche: Ilia Topuria, Khamzat Chimaev y Sharabutdin Magomedov